# Moscheea Umm al-Qura
Moscheea Umm al-Qura (Moscheea Mamă a Tuturor Orașelor) este cea mai mare moschee sunnită din orașul Bagdad, Irak. Numită inițial Umm al-Ma'arik (Mama Tuturor Bătăliilor), moscheea a fost construită pentru a comemora victoria lui Saddam Husein în urma Războiului din Golf din anul 1991.

## Istorie
Construcția locașului a început în mod oficial pe data de 28 aprilie 1998, la aniversarea de 61 de ani a lui Saddam Husein și a fost finalizat pe data de 28 aprilie 2001, la zece ani după Războiul din Golf. Situată în cartierul al-Adel din vestul Bagdadului, zona cu cea mai mare comunitate musulmană sunnită din oraș, construcția Moscheii Umm al-Qura a costat aproximativ 7,5 milioane de dolari.
Moscheea Umm al-Qura are un design arhitectural unic, dovedind în acelaș timp puternica amintire a războiului. Edificiul are 4 minarete situate în perimetrul său, toate de forma unor țevi de Kalașnikov înalte de 43 de metri, marcând cele 43 de zile ale Războiului din Golf. În jurul cupolei există alte 4 minarete, fiecare înalte de 37 de metri și construite sub forma unor rachete de tip Scud. Cupola cu moscheea propriu-zisă este situată în mijlocul unui lac de forma Lumii arabe. Cele 28 de fântâni ale lacului reprezintă, împreună cu cele 4 minarete înalte de 37 de metri, data nașterii lui Saddam Husein: 28 aprilie 1937. Locașul este construit din calcar alb și mozaic albastru, iar în curte se află câteva medalioane din mozaic cu semnătura aurie a președintelui irakian.
După căderea lui Sadam Hussein în urma invaziei din Irak din anul 2003, moscheea a fost preluată de o organizație sunnită numită Asociația Învățaților Musulmani (Association of Muslim Scholars). Curând, locașul a devenit un centru de propagandă și de recrutare al insurgenților irakieni, asociația fiind un aliat de facto al organizației teroriste al-Qaida. În anul 2007, asociația a fost înlăturată de la conducerea moscheii de către Fundația Sunnită (Sunni Endowment), o agenție cvasiguvernamentală ce se ocupă de administrarea celor mai multe moschei sunnite din Irak. Pe data de 28 august 2011, a avut loc un atentat sinucigaș în timpul rugăciunii, omorând cel puțin 28 de persoane și rănind alte 30. Printre victime s-a numărat și un parlamentar irakian.